# Nikolaus och Alexandra
Nikolaus och Alexandra (engelska: Nicholas and Alexandra) är en brittisk biografisk dramafilm från 1971 i regi av Franklin J. Schaffner. Filmen är baserad på Robert K. Massies bok Nicholas and Alexandra från 1967, vilken är en partiell skildring av den sista regerande ryska monarken, tsar Nikolaj II av Ryssland och hans maka, tsaritsan Alexandra. I huvudrollerna ses Michael Jayston och Janet Suzman. I övriga roller märks många namnkunniga skådespelare, däribland Laurence Olivier, Michael Redgrave, Harry Andrews, Irene Worth, Timothy West, Eric Porter, Ian Holm, Roy Dotrice och Julian Glover. Filmen nominerades till sex Oscars och mottog två. Den nominerades även till tre Golden Globes och tre BAFTA:s samt filmmusiken till en Grammy.

## Rollista i urval
- Laurence Olivier – greve Witte, premiärminister
- Michael Jayston – Nikolaus
- Janet Suzman – Alexandra
- Tom Baker – Rasputin
- Michael Redgrave – Sazonov
- Jack Hawkins – Vladimir
- Harry Andrews – Nikolasha
- Roderic Noble – Aleksej
- Ania Marson – Olga
- Lynne Frederick – Tatiana
- Candace Glendenning – Maria
- Fiona Fullerton – Anastasia
- Irene Worth – änkekejsarinnan Maria Fjodorovna
- Martin Potter – prins Felix Jusupov
- Timothy West – doktor Eugene Botkin
- Jean-Claude Drouot – Gilliard, barnens privatlärare
- John Hallam – Nagorny, sjöman och Aleksejs personliga livvakt
- Guy Rolfe – doktor  Fedorov
- John Wood – överste Kobylinsky
- Eric Porter – Stolypin, premiärminister efter Witte
- Maurice Denham – Kokovtsov
- Ralph Truman – Rodzianko
- Gordon Gostelow – Gutjkov
- John McEnery – Kerenskij
- Michael Bryant – Lenin
- Brian Cox – Trotsky
- James Hazeldine – Stalin
- Steven Berkoff – Pankratov
- Ian Holm – Yakovlev
- Alan Webb – Yurovsky
- Roy Dotrice – general Aleksejev
- Richard Warwick – storfurste Dimitrij
- Alexander Knox – USA:s ambassadör i Ryssland
- Curt Jürgens – den tyska konsuln i Schweiz
- Julian Glover – Gapon